# Brainwave
Brainwave (o Brain Wave) è il nome di due personaggi dell'Universo DC, uno padre e l'altro figlio. Il personaggio fece la sua prima comparsa nelle pagine di All-Star Comics n. 15 (febbraio-marzo 1943) in una storia dal titolo The Man Who Created Images, scritta da Gardner Fox con illustrazioni di Joe Gallagher.

## Henry King Sr.
Brain Wave era Henry King Sr., un super criminale che utilizzò i suoi poteri psionici per battersi contro la Justice Society of America negli anni quaranta, comparendo per la prima volta in All-Star Comics n. 15 (febbraio-marzo 1943). Fu un membro della Società dell'Ingiustizia.

### Biografia del personaggio
Henry King Sr. nacque nei primi anni degli anni dieci come metaumano provvisto di vasti attributi mentali. Introverso, trovò conforto nella lettura, fino al giorno in cui fu in grado di creare immagini tridimensionali di Sir Lancillotto del Lago. Ebbe una cotta per la sua vicina di casa di nome Lucy, che infine sposò un suo conoscente di nome Edwin Ackerman, causando a King una tremenda gelosia.
Da adulto, King si iscrisse al college e successivamente prese la laurea in medicina, ottenendo il master in psichiatria. Decise di utilizzare le sue abilità di proiettare le immagini ora pienamente sviluppato in una vita segreta dedita al crimine. Il suo primo crimine fu quello di creare costrutti mentali che rubavano dei soldi così da potersi rifornire di fondi per le sue nuove attività. Quindi divenne un signore del crimine.
All'inizio del 1942, Brain Wave contattò il Professor Elba, scopritore del "siero della pazzia", che incrementò le abilità mentali di Brain Wave. Questo siero fu distribuito a tutte le persone della nazione così che commettessero crimini. Il Professor Elba fu sconfitto dalla Justice Society of America e quando il criminale tentò di iniettare il siero a Johnny Thunder, Dottor Mid-Nite fece sì che se lo aiuto-iniettasse, finendo per suicidarsi cadendo da una finestra.
Notando questa squadra di vigilanti, Brain Wave avvicinò ogni singolo membro della squadra sotto l'identità dello psichiatra Dr. Henry King. Impiantando una suggestione post-ipnotica per assemblarlo alla Perisfera della Fiera Mondiale del 1939, attaccò ogni eroe individualmente (ad eccezione di Lanterna Verde) in una camera mentale in cui li immerse in una fantasia ambientata durante una guerra. Successivamente attaccò la All-Star Squadron alla torre Trylon della Fiera Mondiale, imprigionando ogni eroe nello stesso dispositivo. Tuttavia, una volta che Lanterna Verde fu connesso, la sua forza di volontà si dimostrò troppo grande per la camera e il suo orchestratore, lasciando così la camera rovinata e King mentalmente instabile.
Nel 1943, Brain Wave si batté di nuovo con la JSA, quando i suoi membri individuali rintracciarono numerose operazioni criminali che riportavano al Dr. King. A quel tempo, decise di vendicarsi su Edwin Ackerman. Starman rintracciò King nel suo ufficio, tuttavia non fu in grado di produrre prove sufficienti per arrestare il criminale. Ogni membro della Society, più le eroine Wonder Woman, Hawkgirl, Inza Cramer, Dian Belmont, Doris Lee e Peachy Pet Thunder travestite dalle loro controparti maschili, convergerono alla torre di King a Sharktooth Bay. Tuttavia, King utilizzò le proiezioni delle immagini dei loro fidanzati per catturare le eroine, ma quando tentò di usare il gas, Wonder Woman ruppe le sue catene e gli diede la caccia, ma King saltò dalla sua torre verso la sua presunta fine.
Tuttavia, il grembiule di King fu trovato sul ramo di un albero, sicuramente dopo che se lo fu tolto. Salvo, cercò vendetta utilizzando il suo raggio rimpicciolente per rimpicciolire la JSA all'altezza di 17 cm. Wonder Woman fu attirata via dalla scomparsa dei verbali delle riunioni precedenti della squadra e stava preparandone delle copie. Mettendoli via come trofei nella sua stanza, King lasciò i suoi nemici a incontrarsi con i suoi scagnozzi. Con l'aiuto degli uccelli, alleati di Hawkman, la JSA si confrontò con i crimini degli scagnozzi direttamente mentre commettevano un crimine. Infine, Johnny Thunder comandò al suo Thunderbolt di aiutarlo a riportare ogni membro della JSA alle sue dimensioni originali, e quando finì lui stesso nei guai, il suo Thunderbolt lo raggiunse con gli altri direttamente nella Torre. Quindi, la super squadra si diresse nuovamente alla torre di Sharktooth Bay, la cui strada per raggiungerla era stata disseminata di mine da King. Eppure, Thunderbolt teletrasportò le bombe sotto la torre, che ancora una volta sembrò mettere fine alla vita di King.
Sopravvissuto di nuovo grazie alle pietre che gli fecero da scudo durante gli attacchi anche se riportò solo alcuni tagli e graffi, King adottò l'alias dello psicologo dei sogni Dr. Forest Malone. Nel 1946, chiese ai suoi avversari di sottoporsi ad un analizzatore di sogni sperimentale. Questo dispositivo portò ogni singolo membro della squadra, ad eccezione di Johnny Thunder, alla pazzia, facendo pensare ad Hawkman di essere un termometro, Atomo pensò di essere una spugna, Dottor Mid-Nite era una malattia infettiva, Lanterna Verde era il sole e tre palloni erano i suoi piccoli pianeti. Dato che Johnny era un pensatore stravagante, era immune e di conseguenza divenne sano di mente. Con l'aiuto del suo Thunderbolt, King fu preso in tempo e messo in carcere, anche se un colpo alla testa riportò Johnny al suo stato normale.
Tuttavia, King evase dalla sua prigione nel 1947 e si unì alla prima incarnazione della Società dell'Ingiustizia del Mago. Ad ogni membro fu assegnato di rubare un articolo chiave dal governo, e mentre lui guidava un'armata di prigionieri evasi da una delle prigioni di massima sicurezza, la Società dell'Ingiustizia aveva in programma di uccidere ogni membro della Justice Society. Lanterna Verde giunse ad Uthorium Town proprio mentre le forze armate si avvicinavano ai criminali che controllavano la città. Improvvisamente, la città scomparve in un fascio di luce. Lanterna Verde cominciò la ricerca dell'armata, quando scoprì che la città ricomparve poche miglia più avanti, mentre i criminali nel frattempo rubavano uthorium da un laboratorio. Il Crociato di Smeraldo si gettò alla carica, quando Brain Wave comparve sulla scena, aprendo un canestro di uthorium in sua presenza. Accecato, Lanterna Verde formò una bolla di protezione mentre Brain Wave e i suoi uomini terminavano il loro lavoro. Successivamente ripreso, Lanterna Verde scoprì una traccia radioattiva lasciata dall'uthorium e la seguì, scoprendo che alcuni dei criminali con un'invenzione chiamata "Lanciatore di Miraggi", che ingannò i carri armati dei militari mentre attraversavano un lago che non era veramente ghiacciato. Lanterna Verde salvò i carri armati e gli uomini, poi seguì le tracce fino a scoprire Brain Wave dentro una strana scatola di vetro. Sparandogli contro con il suo anello del potere, il raggio rimbalzò, colpendo Alan e facendolo cadere giù da una scogliera, apparentemente verso la sua fine. Eppure, l'anello del potere di Lanterna Verde lo salvò all'ultimo momento, permettendogli così di salvare i suoi amici, che furono tutti catturati dalla Società dell'Ingiustizia e messi a difendersi in un finto processo, catturando ed impersonando il Pensatore e catturò così sia King che i suoi alleati. Quando Superman scomparve per un anno a causa di un incantesimo del Mago, fu menzionato che c'era dietro Brain Wave. Alla fine, però, il Mago fu convinto a riportare indietro Superman (poiché i ricordi di Superman furono cancellati e poi reinseriti), dimostrando che in realtà c'era il Mago dietro tutto quando.
Nel 1976 King ricomparve di nuovo come criminale, questa volta reso pazzo dai tanti anni di prigionia, e naturalmente incolpava la JSA della sua punizione. Utilizzando il puro potere del suo cervello dato che ricostruì i dispositivi dei tempi andati con la Società dell'Ingiustizia, creò un quartier generale in una stazione spaziale che orbitava intorno alla Terra. Il suo desiderio era quello di raccogliere molti dei bellissimi oggetti d'arte della Terra, costruendo un nuovo corpo per sé stesso, e infine distruggere la JSA.
Al fine di compiere il suo secondo obiettivo cercò e trovò l'indebolito e invecchiato Per Degaton, un altro nemico della JSA e membro fondatore della Società dell'Ingiustizia, ora semplice vagabondo. Portò il vecchio nella sua stazione spaziale e utilizzò i suoi dispositivi scientifici per ringiovanirlo. Questo riuscì accumulando tutta l'"energia della volontà" dei membri della JSA e incanalando quest'energia in Degaton.
Brain Wave mise in atto tre disastri e trasmise le informazioni, anonimamente, al computer della JSA. I disastri ebbero luogo a Seattle, Washington; Città del Capo, Sudafrica; e Pechino in Cina. Le trasmissioni fecero sì che il computer della JSA venisse alla conclusione della fine della vita sulla Terra se questi atti non fossero stati sventati. La JSA (Hawkman, Flash, Dottor Mid-Nite, Wildcat, Dottor Fate e Lanterna Verde) si divisero in piccoli gruppi e viaggiarono in queste città nel tentativo di investigare e arrestare i disastri. Le loro azioni necessitarono l'aiuto di Robin, Star Spangled Kid, e di una donna che non avevano mai visto prima: Power Girl, che aiutò a spegnere un vulcano.
Fu Power Girl che scoprì che la causa dietro i disastri era Brain Wave. Utilizzando lo Sky-Rocket della JSA (un veicolo spaziale riutilizzabile) Flash, Wildcat e Power Girl entrarono nell'orbita della Terra in cerca del satellite di Brain Wave, e furono poi raggiunti da altri eroi. Insieme sconfissero Brain Wave e Per Degaton, anche se stavano per perdere la battaglia quando Brain Wave utilizzò i suoi poteri per mettere la Terra nella posizione di una collisione con il Sole, finché Power Girl non spostò il satellite dalla Terra verso il Sole, facendo sì che i criminali morissero a causa del troppo calore. I dispositivi elettronici si spensero, la battaglia finì, e le centrali elettriche della JSA riportarono la squadra e i criminali sulla Terra.
Nel 1977, meno di un anno dopo, Brain Wave ricomparve, non più incarcerato, ma all'interno del quartier generale della JSA come membro della ricostituita Società dell'Ingiustizia (con Icicle, il Mago e il Pensatore). La squadra catturò sia Hourman che Wildcat e volle una sfida contro la JSA: "Dovrete battervi per le loro vite in luoghi di nostra scelta, la terra dell'oro ghiacciato e l'isola della fiamma eterna". Alla fine, entrambi gli eroi furono salvati.
Nel crossover La notte più profonda, Brain Wave fu identificato come uno dei deceduti sepolti sotto la Sala della Giustizia, e il suo cadavere fu rianimato come membro del Corpo delle Lanterne Nere.

## Henry King Jr.
Henry "Hank" King Jr. è un supereroe DC Comics, a volte super criminale, figlio di Merry Pemberton e del Brain Wave originale, da cui ereditò i poteri. Creato da Roy Thomas, Jerry Ordway e Mike Machlan, comparve per la prima volta in All-Star Squadron n. 24 (agosto 1983).

### Biografia del personaggio

#### Infinity, Inc.
Come Brainwave Jr., Hank è il membro fondatore della Infinity, Inc., facendo ciò al fine di portare onore al nome della sua famiglia. Durante la pubblicazione di Infinity, Inc. Brainwave sviluppò una relazione con la sua compagna di squadra Jade, figlia della Lanterna Verde originale.
Quando il padre di Hank morì, passò i suoi poteri mentali al figlio, incrementandoli in modo esponenziale e rendendolo in qualche modo svitato. Così, Hank abbandonò il "Jr." e dopo lo scioglimento della Infinity, Inc. Hank si ritirò dall'attenzione pubblica
Si fece vivo qualche anno più tardi, con un gruppo chiamato Legione del destino, e con loro combatté contro i membri della Justice League. Dopo le avventure, ricomparve in un istituto mentale, dove venne ospitato in una struttura creata apposta per lui; i fondi furono donatigli dalla Lanterna Verde originale, Alan Scott. Brainwave era ancora malato e arrivò quasi ad essere dilaniato da Obsidian. Ricomparve di nuovo a New York, causando rivolte e caos generale con la sua telepatia, controllando persino le menti di Jade e di Alan Scott finché non dovette battersi contro Kyle Rayner, per poi andarsene in modo pacifico.

#### JSA
Hank ricomparve di nuovo come membro della squadra di Black Adam, che includeva anche gli Infinitors Northwind e Atom Smasher, per aiutarlo a riconquistare il Kahndaq. Nel tentativo di fermare Hank, considerato il membro più pericoloso della squadra, Hawkman fece sì che Ray Palmer si rimpicciolisse ed entrasse nel corpo di Brainwave. Guidato da Dottor Mid-Nite, Palmer decise di operare Hank al cervello, più in particolare la massa abnorme di fibre nervose che portavano fino dalla corteccia uditiva fino alla crescita sul lato del collicolo inferiore, presunta fonte dei poteri di Brainwave.
Mentre era membro della squadra di Black Adam, Brainwave agì sia maliziosamente che in modo calcolato, sembrando riprendere di nuovo la sua identità da super criminale. Anche la sua telepatia fu descritta come ad un altissimo livello, essendo addirittura in grado di tramutare il potente Capitan Marvel in Billy Batson costringendolo a dire "SHAZAM!".
La fonte di queste azioni furono trovate nel cervello di Hank, dove Palmer incontrò Mr. Mind, un nemico di Capitan Marvel che si cibava della crescita di Brainwave. Mr. Mind lo trovava particolarmente delizioso, a differenza dei comuni umani. Palmer riuscì a sorpassare il verme e a rendere incapace King Jr. con successo. Il giovane fu quindi portato indietro con la JSA e lasciato alle cure di sua madre, Merry Pemberton. Non è chiaro, però, se Brainwave divenne un ospite di Mr. Mind.
Più avanti, Brainwave fu reclutato dal Dottor Fate per salvare Sand dal Sogno. In quel piano mentale, Brainwave era in grado di distruggere il lavaggio del cervello a cui Sand fu sottoposto e a riportarlo nel mondo reale. Dopo di ciò abbandonò la carriera eroica e decise di stabilirsi nel paese di Parador.
Henry King Jr. fu descritto differentemente in ogni sua comparsa, essendo eroico all'inizio, comparendo come criminale nella seconda comparsa, e con una terza comparsa in cui fu un misto dei due, ma largamente eroico.

## Poteri e abilità
Sia King Sr. che King Jr. possiedono una varietà di poteri mentali. King Sr. era originariamente più forte, ma dopo la sua morte, in qualche modo passò i suoi poteri a suo figlio, incrementando vastamente il livello dei poteri di King Jr.
L'abilità maggiormente utilizzata dai due è la telepatia. Entrambi sono in grado di dominare tante menti insieme e fare vedere illusioni alle persone o addirittura avere un controllo completo sugli altri. La prossimità sembra essere la chiave dell'efficacia dei loro poteri, anche se non esiste una distanza minima definita. King Jr. menzionò come anche le volontà più potenti non potevano resistergli quando lui vi si trovava vicino. Mentre molti telepati filtravano i pensieri degli altri, King Jr. permetteva alle milioni di menti con cui veniva a contatto di scorrere liberamente nella sua mente.
I poteri meno utilizzati furono la telecinesi, la creazione di ologrammi realistici in tre dimensioni, e l'abilità di lanciare dei colpi di energia psionica.

## In altri media

### Televisione
- Brainwave comparve nello special televisivo del 1988 Superman: 50th Anniversary, dove fu doppiato in originale dall'attore Robert Smigel.
- Un personaggio simile in alcuni aspetti a Brainwave comparve negli episodi "Colleghi paralleli" e "La realtà dell'illusione" della serie animata Justice League. Qui, il suo nome era Ray Thompson (doppiato in originale dall'attore Neil Patrick Harris e in italiano da Davide Garbolino), e risiedeva nella dimensione alternativa dove la Justice Guild of America era reale (squadra di eroi dei fumetti letti nell'infanzia da John Stewart). Una devastante guerra nucleare, in cui la JGA morì, distrusse tutto il mondo; gli effetti successivi dovuti alla guerra diedero a questo personaggio dei poteri psichici, ma mutandolo e deformandolo in un mostro orribile. La trasformazione lo rese pazzo, e così utilizzò i suoi poteri per ricostituire la città distrutta e resuscitare gli eroi della sua infanzia. Quando Lanterna Verde, Hawkgirl, Martian Manhunter, e Flash giunsero nella loro dimensione come risultato di uno scontro con Lex Luthor, Ray inizialmente sembrava essere nient'altro che la mascotte della Justice Guild; prese anche spunto dalla serie televisiva di Batman del 1966 gridando banali esclamazioni. Tuttavia, gli eroi scoprirono che il mondo in cui si trovavano era un'illusione e che i disturbi nella realtà percepiti da Martian Manhunter provenivano da Ray. Determinato a mantenere le cose nel modo in cui erano, Brainwave distrasse la Guild con un robot gigante, mentre da solo si batteva con la League aiutato dai suoi poteri. Infine, la Guild prese la decisione di battersi con lui, nonostante il fatto che sarebbero stati cancellati dall'esistenza così facendo. Lo shock di avere i suoi eroi preferiti contro di lui, e lo stress combinato che gli misero addosso fu troppo per Brainwave, che alla fine collassò. La città ritornò al suo normale stato di abbandono, ma il futuro era ritornato.
- Bruce Timm commentò che Ray Thompson era basato sia su Roy Thomas, che collaborò alla serie animata, a causa della sua famosa ammirazione per i fumetti della Golden Age, sia sullo scrittore di fantascienza Ray Bradbury, poiché molte delle storie di Bradbury hanno a che fare con la nostalgia paragonata alla durezza del presente. Il copione originale di Colleghi paralleli e di La realtà dell'illusione vedevano Ray chiamare sé stesso Brainwave.
- Nell'episodio "Messaggi assassini" della serie televisiva Smallville, la criminale Molly Griggs poteva controllare le menti altrui attraverso l'ipnosi indotta tramite computer, e la sua password di internet era "Brainwave", suggerendo così che fosse la versione di Smallville di Brainwave.
- Nell'episodio "Powerless" della serie animata Batman: The Brave and the Bold, si vide Aquaman portare la telecinesi di Brainwave Jr. durante un numero musicale per disilludere Capitan Atomo.

### Video giochi
- Brainwave è menzionato in Batman: The Brave and the Bold - The Videogame. Hawkman lo menzionò quando parlava di criminali che era solito affrontare. Affermò che Brainwave aveva una testa che "doveva essere alta almeno 90 cm". Batman commentò che vide sempre allearsi Brainwave e Dottor Sivana, al che Hawkman rispose "Non sei l'unico, ragazzo".